# Queen’s Club

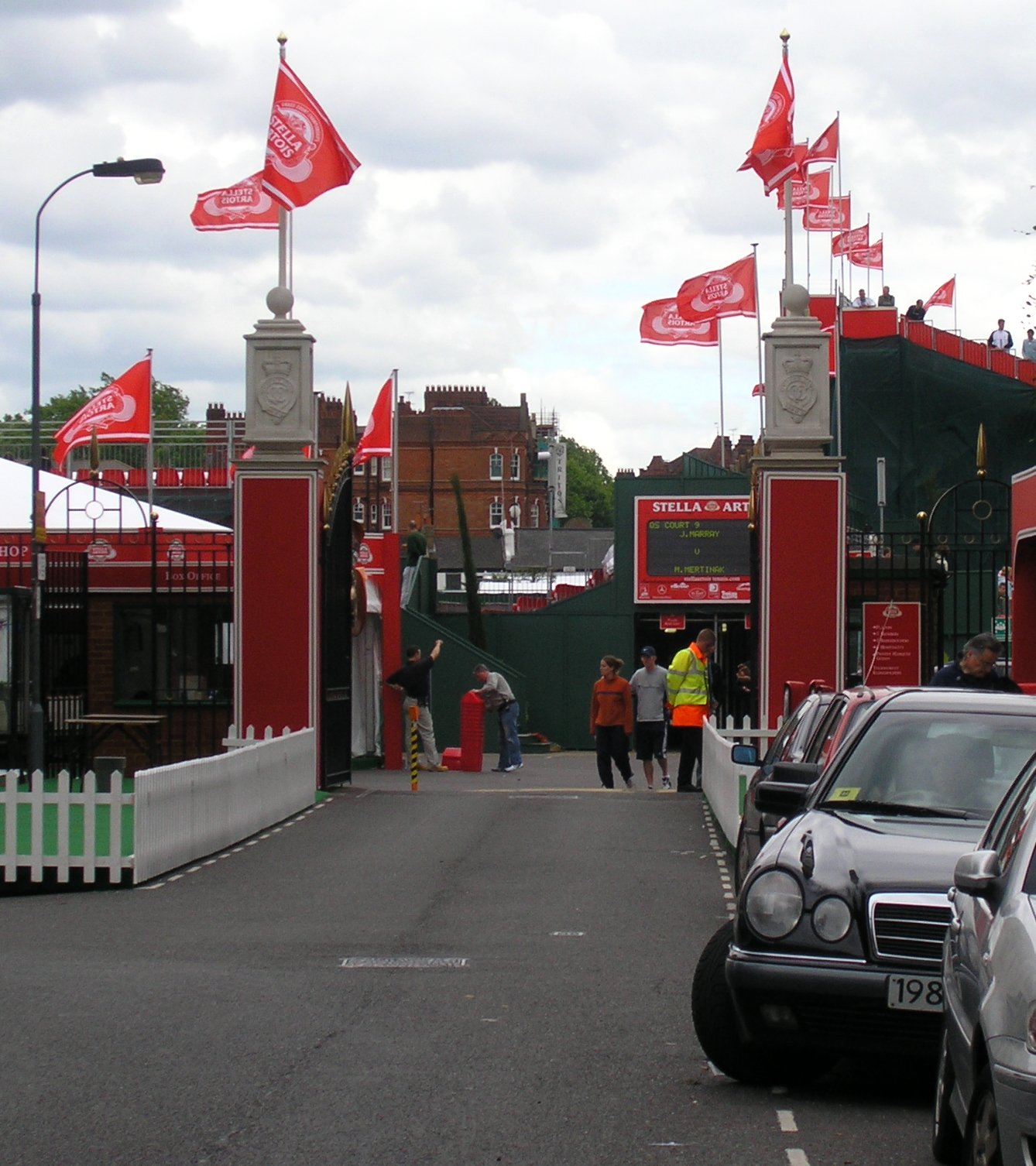
Eingang zum Queen’s Club

Der Queen’s Club ist ein Sportclub im Londoner Stadtteil West Kensington. Er veranstaltet die jährlich ausgetragenen Queen’s Club Championships, eines der weltweit bedeutendsten Turniere im Rasentennis. Der Queen’s Club ist auch der Sitz des nationalen Verbandes für „Real Tennis“ (engl. Bezeichnung für Jeu de Paume) und Austragungsort der britischen Meisterschaften dieser Sportart.
Auf dem Clubgelände entstand die weltweit erste Mehrzweck-Sportanlage. Dieser umfasst heute 28 Tennisplätze im Freien, acht Tennisplätze in der Halle (ebenfalls mit Rasen), je zwei Spielfelder für Jeu de Paume und Rackets, drei Spielfelder für Squash und eine Turnhalle.

## Geschichte
Gegründet wurde der nach Königin Victoria benannte Queen’s Club im Jahr 1886. In den ersten Jahrzehnten wurden nicht weniger als 25 Sportarten ausgeübt, darunter Eiskunstlauf, Baseball, Leichtathletik, Fußball und Rugby. Während der Olympischen Sommerspiele 1908 war der Queen’s Club Austragungsort der Wettbewerbe im Hallentennis, Jeu de Paume und Rackets.
Bis 1922 wurden im Queen’s Club die Heimspiele des Fußballclubs Corinthian FC ausgetragen. Ein einziges Länderspiel fand hier statt, die Begegnung zwischen England und Wales am 18. März 1895 (das Ergebnis lautete 1:1). Ende der 1920er Jahre wurden die meisten Sportarten an andere Standorte ausgelagert und der Queen’s Club konzentrierte sich auf Tennis und verwandte Sportarten.